# Acricotopus crassicorpus
Acricotopus crassicorpus är en tvåvingeart som först beskrevs av Jean-Jacques Kieffer 1924.  Acricotopus crassicorpus ingår i släktet Acricotopus och familjen fjädermyggor. Inga underarter finns listade i Catalogue of Life.